# セルヒ・エスコバル
セルジ・エスコバー（カタルーニャ語：Sergi Escobar、1974年9月22日 - ）は、スペイン、リェイダ出身の自転車競技選手。
セルヒオ・エスコバル（Sergio Escobar）はカスティーリャ語表記。

## 来歴
2001年
- 地中海競技大会
  - 個人タイムトライアル(ITT) 優勝

2002年
- シントゥローン・ア・マリョルカ 総合優勝

2003年
- トラック世界選手権
  - 個人追抜 3位
- スペイン選手権
  - 個人追抜 優勝
- UCIトラックワールドカップ2003
  - モスクワ - 個人追抜 優勝

2004年
- トラック世界選手権
  -  個人追抜 優勝
  - 団体追抜 3位
- アテネオリンピック
  -  個人追抜 3位
  -  団体追抜 3位
- スペイン選手権
  - 個人追抜 優勝
  - マディソン 優勝
- UCIトラックワールドカップ2004
  - アグアスカリエンテス - 個人追抜 優勝

2005年
- トラック世界選手権
  - 個人追抜 2位

2006年
- UCIトラックワールドカップ2005-2006
  - ロサンゼルス - 個人追抜 優勝
- スペイン選手権
  - 個人追抜 優勝
  - 団体追抜 優勝
- ブエルタ・ア・ラ・コムニダ・デ・マドリー 総合優勝

2007年
- トラック世界選手権
  - 個人追抜 3位
- スペイン選手権
  - 個人追抜 優勝
  - 団体追抜 優勝
  - ポイントレース 優勝

2008年
- UCIトラックワールドカップ2007-2008
  - コペンハーゲン - 個人追抜 優勝
- ボルタ・デ・カステリョ 総合優勝
- ボルタ・シクリスタ・プロビンシア・タラゴナ 総合優勝
- UCIトラックワールドカップ2008-2009
  - カリ - 個人追抜 優勝

2009年
- スペイン選手権
  - 団体追抜 優勝